# Rescue from Gilligan's Island
Rescue from Gilligan's Island is een tweedelige televisiefilm uit 1978. De film is een voortzetting van de sitcom Gilligan's Island. De film werd uitgezonden op 14 en 21 oktober 1978 op NBC.

## Verhaal
Aan het begin van de film heeft een satelliet van de USSR technische problemen en staat deze op het punt uit elkaar te vallen. De wetenschappers aan boord sturen een diskette met belangrijke informatie naar de aarde, net voordat de satelliet ontploft.
De aandacht verplaatst zich naar het eiland uit de televisieserie. Vijftien jaar verstreken sinds de bemanning en passagiers van de S.S. Minnow op het eiland aanspoelden en ze zijn nog altijd niet gered. Bijna al hun oorspronkelijke voorraden zijn op. Ook hun radio heeft het begeven. De diskette van de satelliet landt in zee, vlak bij het eiland, en wordt gevonden door Gilligan.
Gilligan brengt de diskette naar de professor, die beseft dat ze het zeldzame materiaal van de diskette kunnen gebruiken om een barometer te maken. Dankzij de barometer ontdekt de professor dat er een vloedgolf hun kant op komt die het hele eiland zal overspoelen. Daar ze niet kunnen vertrekken, versterkt de groep een van hun hutten, zodat deze als schuilplaats kan dienen.
De hut doorstaat de vloedgolf, maar wordt door de golf meegenomen en belandt daardoor op zee. De hut blijft drijven en dient nu als vlot. De groep maakt met wat reservekleding een zeil zodat ze naar het vasteland kunnen zeilen. Gilligan wil de groep een maaltijd voorzetten en stookt een vuurtje. Dit zet het hele vlot in lichterlaaie. Een schip van de Amerikaanse kustwacht ziet het vuur en komt de groep te hulp. Het schip brengt hen naar Hawaï, van waaruit de groep eindelijk terug kan keren in de samenleving. Deze blijkt in de afgelopen vijftien jaar sterk veranderd. De groep gaat snel uit elkaar en elk van de leden probeert zijn of haar oude leven op te pakken. Ze besluiten wel gezamenlijk een cruise te gaan maken.
Ondertussen ontdekken Sovjetagenten dat Gilligan de diskette bezit van hun satelliet. Ze sturen twee spionnen om de diskette te stelen. Gilligan bouwt op dat moment samen met The Skipper een nieuw schip, de SS Minnow II. Skippers verzekeringsmaatschappij wil het schip niet verzekeren, tenzij alle passagiers van de S.S. Minnow een verklaring ondertekenen dat Skipper niet verantwoordelijk was voor het vergaan van zijn vorige schip.
Skipper en Gilligan gaan met de verklaring alle passagiers langs. Eerst Ginger, die net een filmrol heeft gekregen, maar ontevreden is over de veranderingen in Hollywood. Vervolgens bezoeken ze de professor, die terug probeert te keren in het onderzoekswereldje, maar tot de ontdekking komt dat alles wat hij heeft bedacht reeds uitgevonden is in de afgelopen vijftien jaar. Hij is het met Gilligan en Skipper eens dat dingen op het eiland een stuk makkelijker waren. Vervolgens bezoekt het duo de Howells, die een diner hebben met wat oude vrienden en proberen terug te keren in hun sociale kring. De vrienden van de Howells willen niets weten van Gilligan en Skipper, dus zetten de Howells hen hun huis uit. Ten slotte bezoeken ze Mary Ann, die na vijftien jaar eindelijk kan trouwen met haar verloofde. Die blijkt verliefd te zijn geworden op Mary Anns vriendin. Gilligan en Skipper onderbreken de ceremonie en Mary Ann beseft dat trouwen een grote vergissing zou zijn.
Gedurende dit alles proberen de twee spionnen de diskette te stelen, maar ze falen keer op keer.
Uiteindelijk tekenen alle passagiers en krijgt Skipper zijn verzekering voor de SS Minnow II. De spionnen doen een laatste poging de diskette te stelen, maar worden door de FBI gearresteerd. Gilligan en Skipper verwelkomen al hun vrienden aan boord en de groep vertrekt op hun cruise.
Echter, net als vijftien jaar geleden belandt de groep in een storm en ze stranden op hetzelfde eiland waar ze vijftien jaar lang hebben verbleven.

## Rolverdeling
| Acteur              | Personage      |
| ------------------- | -------------- |
| Bob Denver          | Gilligan       |
| Alan Hale Jr.       | The Skipper    |
| Jim Backus          | Mr. Howell     |
| Natalie Schafer     | Mrs. Howell    |
| Judith Baldwin      | Ginger Grant   |
| Russell Johnson     | de professor   |
| Dawn Wells          | Mary Ann       |
| Vincent Schiavelli  | Dimitir        |
| Art LaFleur         | Ivan           |
| June Whitley Taylor | Miss Ainsworth |

## Achtergrond
Tina Louise weigerde mee te werken aan de film daar ze haar rol in de televisieserie zag als een mislukking die haar carrière ruïneerde. Ze veranderde een paar keer van gedachten, maar werkte uiteindelijk toch niet mee aan de film.
De film bleek populair genoeg voor twee vervolgen.
In tegenstelling tot bij de televisieserie, is in de film geen lachend publiek op de achtergrond te horen.